# Miragaia e Marteleira
Miragaia e Marteleira (oficialmente: União das Freguesias de Miragaia e Marteleira) é uma freguesia portuguesa do município da Lourinhã, com 19,47 km² de área e 3479 habitantes (censo de 2021). A sua densidade populacional é 178,7 hab./km².

## História
Foi constituída em 2013, no âmbito de uma reforma administrativa nacional, pela agregação das antigas freguesias de Miragaia e Marteleira. A sede da nova freguesia situa-se em Miragaia, a mais povoada das duas freguesias que estiveram na sua origem.

## Demografia
A população registada nos censos foi:
| Distribuição da População por Grupos Etários | Distribuição da População por Grupos Etários | Distribuição da População por Grupos Etários | Distribuição da População por Grupos Etários | Distribuição da População por Grupos Etários | Distribuição da População por Grupos Etários |
| -------------------------------------------- | -------------------------------------------- | -------------------------------------------- | -------------------------------------------- | -------------------------------------------- | -------------------------------------------- |
| Antes da agregação                           |                                              |                                              |                                              |                                              |                                              |
| Ano                                          | 0-14 anos                                    | 15-24 anos                                   | 25-64 anos                                   | >= 65 anos                                   | Total                                        |
| 2001                                         | 514                                          | 456                                          | 1651                                         | 587                                          | 3208                                         |
| 2011                                         | 540                                          | 390                                          | 1888                                         | 765                                          | 3583                                         |
| Após a agregação                             |                                              |                                              |                                              |                                              |                                              |
| Ano                                          | 0-14 anos                                    | 15-24 anos                                   | 25-64 anos                                   | >= 65 anos                                   | Total                                        |
| 2021                                         | 408                                          | 360                                          | 1751                                         | 960                                          | 3479                                         |